# Muerte de Tomás Bravo
El 17 de febrero de 2021, el infante de tres años Tomás Bravo Gutiérrez, residente de la localidad de Caripilún de la comuna de Arauco, en el centro sur de Chile, desapareció de su casa. Su cuerpo sin vida fue encontrado el 26 de febrero a dos kilómetros de su casa, tras una búsqueda intensa. Su tío abuelo, Jorge Eduardo Escobar Escobar, es el único imputado por su muerte y ha sido acusado por el Ministerio Público del delito de abandono de menor con resultado de muerte. Con las investigaciones policiales aún en curso, la Fiscalía de Chile solicitó una pena de 10 años de presidio para Jorge Escobar. Su juicio inició el 26 de mayo de 2025, y fue absuelto de todos los cargos el 2 de julio de ese mismo año.
El caso se hizo noticia nacional, dado al periodo alargado de desaparición, la joven edad del niño, y las dificultades legales que se hicieron presentes durante el proceso legal e investigativo, las cuales fueron conducidas durante la pandemia de COVID-19 en Chile.

## Biografía
Tomás Eduardo Bravo Gutiérrez (Curanilahue, 5 de julio de 2017 - Arauco, c. 17 de febrero de 2021) fue hijo de Estefanía Aylin Gutiérrez Martínez y Moisés Eduardo Bravo Salazar, quienes se encontraban separados al momento de la desaparición de Tomás.

### Desaparición
El 17 de febrero de 2021, Tomás Bravo acompañó a su tío abuelo, Jorge Escobar Escobar, para acarrear unos terneros y vacas en un terreno cercano a su residencia. En un momento, aproximadamente a las 19:30 horas, Escobar perdió de vista al niño. 
De ahí comenzó un operativo inédito para encontrar al joven, el cual rápidamente integró a especialistas en búsqueda de parte del Grupo de Operaciones Policiales Especiales de Carabineros, USAR de Bomberos, y la Brigada de Investigación Criminal de la Policía de Investigaciones, sin ningún resultado. En un momento, estos grupos comenzaron a tomar fotografías a través de drones, satélites y aviones de la Fuerza Aérea, con los cuales se establecieron varios puntos de interés. A través de estos métodos, el 26 de febrero, el cuerpo sin vida del niño fue encontrado muerto en una zanja del río Raqui.De acuerdo al Servicio Médico Legal de Chile, su muerte se produjo por un cuadro de hipotermia e inanición.

## Investigación y proceso legal
Tras el hallazgo del cadáver, el 2 de marzo Jorge Escobar fue detenido e inculpado de homicidio calificado. Sin embargo, tras un par de semanas de investigaciones, Escobar fue liberado en marzo del mismo año, por falta de evidencias que lo podrían vincular a un asesinato. La investigación se reabrió tres veces en total, con el último proceso tomando lugar el 14 de octubre de 2021, a la espera de resultados de tareas encargadas al extranjero, entre pruebas de material genético manejados por la Universidad de Santiago de Compostela en España.
El 20 de diciembre de 2021, la madre del joven, junto a la madre y hermana de ella, Elisa Martínez Escobar y Dafne Gutiérrez Martínez, respectivamente, fueron detenidas por un incidente de violencia en contra de Elicea Salazar Ulloa, la abuela paterna del menor.
En diciembre de 2022, las autoridades judiciales chilenas recibieron los resultados de uno de estos peritajes extranjeros, el cual demostró resultados distintos a la autopsia del Servicio Médico Legal.
Actualmente, el caso se encuentra repasado por jueza Ingrid Hernández Román. Además, se están llevando dos investigaciones legales: Una buscando el responsable del crimen y otra específicamente en contra de Jorge Escobar.
El 26 de mayo de 2025, se inició el juicio en contra de Jorge Escobar, en el cual se reveló que un informe del Servicio Médico Legal confirmó su causa de muerte como "asfixia mecánica por terceros en contexto de violación". El 2 de julio de ese mismo año, Jorge Escobar fue absuelto de todos los cargos y considerado inocente.